# Fujieda
Fujieda  (藤枝市 Fujieda-shi?) es una ciudad de la Prefectura de Shizuoka, Japón. Su área es de 194 km² y su población total es de 142 688 (2012), fue fundada el 31 de marzo de 1954.